# 빵빵한 2시
한주형의 빵빵한 2시는 TBN 부산교통방송에서 평일 오후 2시 5분부터 3시 55분까지 방송하는 부산권 지역의 라디오 음악 프로그램이다.

## 코너

### 매일 코너
- 빵빵하면 웃으리 사람들 - 빵빵하면 웃으리 주민 영할매 부부와 함께 하는 요절복통 테마 퀴즈!!
- 본격 식곤증 타파 프로젝트 '꼬리에 꼬리를 무는 노래' - 졸음은 저리가라! 신나는 음악과 함께 안전운전 Go Go Go!

### 요일별 코너
- (월요일) 영할매와 함께 : 팔방미인 빵빵인을 찾는다! 스튜디오에서 가수가 될 주인공은 누구?
- (화요일) 본격저출생극복 프로젝트 '부러우면 지는거다' : 자식자랑하면 팔불출? 더이상 참지 마세요! 빵빵한 2시에서 속시원히 자랑하세요.
- (수요일) 빵두교통안전송 : 가수 백수정과 함께하는 교통안전송
- (목요일) 급속 빵빵 행복충전 트로트 댄스 할매 할배 퀴즈 : 하루만 참으면 금요일?! 할매와 신나게 흔들며 퀴즈도 풀어보는 일석이조의 시간
- (금요일) 영할매와 함께 본선 : 더이상 전화 노래방은 거부한다! 스튜디오에 직접 출연해 노래실력을 마음껏 뽐내본다!